# Franz von Winckel
Franz Karl Ludwig Wilhelm von Winckel (Bad Berleburg, 5 giugno 1837 – Monaco di Baviera, 31 dicembre 1911) è stato un ginecologo tedesco.

## Biografia
Nel 1860 riceve il dottorato di medicina dall'Università di Berlino, diventando poi professore di ginecologia a Rostock (1864). Nel 1872 divenne direttore della Königlichen Landesentbindungsschule di Dresda e dal 1883 in poi direttore della Frauenklinik dell'Università di Monaco. Tra i suoi studenti e assistenti di Monaco vi fu il ginecologo Josef Albert Amann (1866-1919).
Il suo nome viene prestato alla "malattia di Winckel", una malattia originariamente descritta nel 1879. Il suo nome è anche associato a una manovra di nascita conosciuta come "Wigand-Martin-Winckel-Handgriff". La procedura viene nominata in collaborazione con Justus Heinrich Wigand (1769-1817) e August Eduard Martin (1847-1933).

## Opere principali
- Die Pathologie und Therapie des Wochenbetts (1866).
- Lehrbuch der Frauenkrankheiten.
- Die Krankheiten der weiblichen Harnröhre und Blase , 1877
- Die Pathologie der weiblichen Sexual-Organe Hirzel, Leipzig 1881.
- Handbuch der Geburtshülfe tre volumi, Bergmann, Wiesbaden 1903–1907.